# Annette Badland
Annette Badland (Edgbaston, Birmingham, 1950. augusztus 26. –) brit színésznő.

## Élete
Annette Badland Londonban él párjával, David Hattonnal, aki szintén színész.

## Filmjei

### Mozi
| Év   | Eredeti cím                       | Szerep                         | Magyar cím             |
| ---- | --------------------------------- | ------------------------------ | ---------------------- |
| 1977 | Jabberwocky                       | Griselda Fishfinger            |                        |
| 1986 | Knights & Emeralds                | Daisy                          |                        |
| 1987 | Out of Order                      | Operator                       |                        |
| 1993 | Anchoress                         | Mary                           |                        |
| 1994 | Beyond Bedlam                     | Nurse Wrekin                   |                        |
| 1994 | Captives                          | Maggie                         |                        |
| 1995 | The Grotesque                     | Connie Babblehump              |                        |
| 1995 | Angels & Insects                  | Lady Alabaster                 | Angyalok és rovarok    |
| 1996 | Hollow Reed                       | Martyn's barrister             |                        |
| 1997 | TwentyFourSeven                   | Tim anyjá                      |                        |
| 1998 | Little Voice                      | Sadie                          |                        |
| 1999 | Caught In the Act                 | Katherine                      |                        |
| 1999 | Beautiful People                  | Psychologist                   |                        |
| 2000 | Honest                            | Rose                           |                        |
| 2000 | Secret Society                    | Marlene                        |                        |
| 2001 | Redemption Road                   | Brown Owl                      |                        |
| 2002 | Club Le Monde                     | Stella                         |                        |
| 2002 | Mrs. Caldicot's Cabbage War       | Cook                           |                        |
| 2002 | A Village Tale                    | Lily                           |                        |
| 2005 | Valiant                           | Elsa (hang)                    | Vad galamb             |
| 2005 | Charlie and the Chocolate Factory | Jolly Woman                    | Charlie és a csokigyár |
| 2006 | The Kovak Box                     | Kathy                          |                        |
| 2006 | Almost Adult                      |                                |                        |
| 2007 | The Baker                         | Martha Edwards                 | A pék                  |
| 2008 | Three and Out                     | Maureen                        |                        |
| 2008 | Summerhill                        | Myrtle                         |                        |
| 2009 | Wish 143                          | Carol                          |                        |
| 2011 | Legacy: Black Ops                 | Stephanie Gumpel               |                        |
| 2012 | Mother's Milk                     | Margaret                       |                        |
| 2016 | A Quiet Passion                   | Elizabeth néni                 |                        |
| 2017 | The Man Who Invented Christmas    | Butcher's Wife / Mrs. Fezziwig |                        |
| 2018 | Degenerates                       | Maureen Costello               |                        |
| 2018 | The Winter's Tale                 | Old Shepherd                   |                        |

### Televízió
| Év        | Eredeti cím                                   | Szerep                                                                   | Magyar cím                   | Megjegyzések                                                                                     |
| --------- | --------------------------------------------- | ------------------------------------------------------------------------ | ---------------------------- | ------------------------------------------------------------------------------------------------ |
| 1975      | The Naked Civil Servant                       | Tap Dancing Pupil                                                        |                              | TV-film                                                                                          |
| 1978      | The Devil's Crown                             | Young Nun                                                                |                              | évad 1, epizód 10 "In Sun's Eclipse"                                                             |
| 1978      | Spearhead                                     | Mrs. Yates                                                               |                              | évad 1, epizód 6 "Thieves In the Night"                                                          |
| 1978      | Crossroads                                    | Waitress                                                                 |                              | évad 1, epizód 3001-3002                                                                         |
| 1979      | Flat Bust                                     | Rhoda                                                                    |                              |                                                                                                  |
| 1980      | Shoestring                                    | Girl in Bureau                                                           |                              | évad 2, epizód 7 "Looking for Mr Wright"                                                         |
| 1980      | The Dick Emery Hour                           | 1st Lady at Park Bench                                                   |                              | TV Special                                                                                       |
| 1981-1984 | Bergerac                                      | Charlotte                                                                |                              | évad 1-3                                                                                         |
| 1981      | Bognor                                        | Sharon                                                                   |                              | évad 1, epizód 9-12                                                                              |
| 1981      | Great Expectations                            | Flopson                                                                  |                              | évad 1, epizód 5 "                                                                               |
| 1981      | The Last Song                                 | Mrs. Healey                                                              |                              | évad 1, epizód 1, 6                                                                              |
| 1982      | The Gentle Touch                              | Assistant                                                                |                              | évad 3, epizód 13                                                                                |
| 1982      | Nanny                                         | Nurse                                                                    |                              | évad 2, epizód 6 "Crossing the Line"                                                             |
| 1982      | Minder                                        | Nurse                                                                    |                              | évad 3, epizód 13 "In"                                                                           |
| 1983      | Pictures                                      | Vera                                                                     |                              | évad 1, epizód 1–3, 6-7                                                                          |
| 1983      | The Old Men At The Zoo                        | Catherine Langley-Beard                                                  |                              | évad 1, epizód 4 "Armageddon"                                                                    |
| 1984      | Lace                                          | Piggy Fassbinder                                                         |                              | TV-mini-sorozat                                                                                  |
| 1984      | Last Day of Summer                            | Jenny                                                                    |                              | TV-film                                                                                          |
| 1985      | Miss Marple: A Pocket Full of Rye             | Gladys Martin                                                            |                              | TV-mini-sorozat                                                                                  |
| 1985      | Newstime                                      | Doreen                                                                   |                              | TV-film                                                                                          |
| 1985      | Sacred Hearts                                 | Sister Mercy                                                             |                              | TV-film                                                                                          |
| 1985      | Dramaram                                      | Dim                                                                      |                              | évad 3, epizód 4 "The Young Person's Guide to Going Backwards in the World "                     |
| 1985      | Lace                                          | Piggy Fassbinder                                                         |                              | TV-film                                                                                          |
| 1985-1986 | Troubles and Strife                           | Christine                                                                |                              | évad 1-2                                                                                         |
| 1987      | A Little Princess                             | Cook                                                                     | A kis hercegnő               | TV-mini-sorozat                                                                                  |
| 1987      | You Must Be the Husband                       | Nurse                                                                    |                              | évad 1, epizód 4 "Mummy's Brave Little Soldier"                                                  |
| 1988      | Hale & Pace                                   | Various                                                                  |                              | évad 1, epizód 3, 5                                                                              |
| 1989      | Screenplay                                    | Connie                                                                   |                              | évad 4, epizód 5 "Chinese Whispers"                                                              |
| 1989      | All Creatures Great and Small                 | Sybil Darnley                                                            | Állatorvosi pályám kezdetén  | évad 6, epizód 11 "The Rough and the Smooth"                                                     |
| 1989      | The Pied Piper                                | French woman on bus                                                      |                              | TV-film                                                                                          |
| 1989-1990 | Happy Families                                | Various                                                                  |                              | évad 1-2                                                                                         |
| 1990-2012 | Casualty                                      | Jodie Forbes/Angela Mason/Jenny Chinton/Maggie Young                     |                              | évad 5, epizód 11; évad 8, epizód 8; évad 24, epizód 10; évad 27, epizód 13                      |
| 1991      | Making Out                                    | Willow                                                                   |                              | évad 3, epizód 2–3, 6, 8                                                                         |
| 1991-1999 | The Bill                                      | Stella King/Pearl Armfield/Angie Barker/Penny Rowan                      |                              | évad 7, epizód 103; évad 11, epizód 120; évad 14, epizód 109; évad 15, epizód 63                 |
| 1991/1993 | 2point4 Children                              | Dawn                                                                     |                              | évad 1, epizód 6; évad 3, epizód 5                                                               |
| 1992      | Archer's Goon                                 | Shine                                                                    |                              | évad 1, epizód 4-6                                                                               |
| 1993      | The Mushroom Picker                           | Tonya                                                                    |                              | TV-mini-sorozat; epizód 1                                                                        |
| 1993      | Goggle Eyes                                   | Beth                                                                     |                              | TV-mini-sorozat; epizód 3                                                                        |
| 1993-1995 | Inside Victor Lewis-Smith                     | Nurse                                                                    |                              | évad 1-2                                                                                         |
| 1994      | Smokescreen                                   | Big Smithy                                                               |                              | TV-mini-sorozat                                                                                  |
| 1994      | Love Hurts                                    | Thalia Thomas                                                            |                              | évad 3, epizód 3 "The Parent trap"                                                               |
| 1994      | Frank Stubbs Promotes                         | Ailsa                                                                    |                              | évad 2, epizód 3 "Babies"                                                                        |
| 1994      | Blue Heave]                                   | Ms. Emmett                                                               |                              | évad 1, epizód 2                                                                                 |
| 1995      | Mike & Angelo                                 | Miss Bliss                                                               |                              | évad 7, epizód 1 "                                                                               |
| 1995      | Jackanory                                     | Storyteller/önmaga                                                       |                              | Dimanche Diller: 1.-3. rész                                                                      |
| 1995      | Fist of Fun                                   | Pizza restaurant Employee                                                |                              | évad 1, epizód 4                                                                                 |
| 1995-1996 | Black Hearts in Battersea                     | Dolly Buckle                                                             |                              | évad 1                                                                                           |
| 1996      | Outside Edge                                  | Rosie                                                                    |                              | évad 3, epizód 3 "The First Match"                                                               |
| 1996      | Gulliver’s Travels                            | Grultrud gazdálkodó felesége                                             | Gulliver utazásai            | TV-mini-sorozat; epizód 1                                                                        |
| 1996      | The Demon Headmaster                          | Postmistress                                                             |                              | évad 2, epizód 1-2                                                                               |
| 1996      | Cuts                                          | Gill Formcasting                                                         |                              | TV-film                                                                                          |
| 1997      | Ain't Misbehavin'                             | Anna                                                                     |                              | évad 1, epizód 2                                                                                 |
| 1997      | Holding On                                    | Brenda                                                                   |                              | TV-mini-sorozat: epizód 5-8                                                                      |
| 1997-1998 | Mr Wymi                                       | Matron / Primrose                                                        |                              | évad 1; évad 2, epizód 1                                                                         |
| 1998-1999 | The Worst Witch                               | Mrs. Tapioca                                                             |                              | évad 1, epizód 2,9; évad 2, epizód 6                                                             |
| 1999      | Holby City                                    | Eleri                                                                    |                              | évad 2, epizód 1 "Search for the Hero"                                                           |
| 1999      | A Christmas Carol                             | Mrs. Fezziwig                                                            | Karácsonyi ének              | TV-film                                                                                          |
| 1999      | Oliver Twist                                  | Chertsey Cook                                                            |                              | TV-mini-sorozat: epizód 4                                                                        |
| 1999-2000 | Microsoap                                     | Aunt Glenda                                                              |                              | évad 2, epizód5; évad 4, epizód 1, 5                                                             |
| 2000-2012 | Doctors                                       | Judy Brownlow/Sharon Maberly /Sarah Hardy/Angela Lombard/ Denise Forster |                              | évad 1, epizód 34; évad 6, epizód 24; évad 9, epizód 125; évad 12, epizód 49; évad 14, epizód 57 |
| 2000-2001 | The Queen's Nose                              | Mrs. Dooley                                                              |                              | évad 1-2                                                                                         |
| 2000      | The Gentleman Thief                           | Mrs. Pinkton                                                             |                              | TV-film                                                                                          |
| 2001      | The Lost Empire (avagy The Monkey King)       | Confusion 4. felesége                                                    | A sárkány éve                | TV-mini-sorozat                                                                                  |
| 2002      | Born and Bred                                 | Edna Pendleton                                                           |                              | évad 1, epizód 1 "The Best Man"                                                                  |
| 2002-2005 | Cutting It                                    | Brawdie Henshall                                                         |                              | évad 1-4                                                                                         |
| 2003      | The Mayor of Casterbridge                     | Mrs. Stannidge                                                           |                              | TV-film                                                                                          |
| 2003      | Indian Dream                                  | Pat                                                                      |                              | TV-film                                                                                          |
| 2003      | Agatha Christie: Poirot                       | Mrs. Spriggs                                                             |                              | évad 9, epizód 1 "Öt kismalac"                                                                   |
| 2005      | Horizon                                       | The Nurse                                                                |                              | évad 41, epizód 10 "Einstein's Unfinished Symphony"                                              |
| 2005      | Coronation Street                             | Thelma Clegg                                                             |                              | évad 1, epizód 5940, 5941, 5943, 5945                                                            |
| 2005      | Judge John Deed                               | Bette Kidman MP                                                          |                              | évad 4, epizód 4, 6                                                                              |
| 2005      | Twisted Tales                                 | Bunty Crow                                                               |                              | évad 1, epizód 14 "Fruitcake of the Living Dead "                                                |
| 2005      | Casanova                                      | Pauline                                                                  |                              | TV-mini-sorozat: epizód 3                                                                        |
| 2005      | Doctor Who                                    | Margaret Blaine                                                          | Ki vagy, doki?               | Első új évad, epizód 4–5, 11                                                                     |
| 2005      | Casualty at Holby City                        | Wendy Wincott                                                            |                              | Audience interactive Crossover epizód                                                            |
| 2006      | Bad Girls                                     | Angela Robbins                                                           |                              | évad 8, epizód 3                                                                                 |
| 2007      | Director's Debut                              | Sheena Keavey                                                            |                              | évad 1, epizód 2 "Baby Boom"                                                                     |
| 2007      | Miss Marie Lloyd                              | Nelly Powers                                                             |                              | TV-film                                                                                          |
| 2008      | Kingdom                                       | Dolly Tucker                                                             |                              | évad 2, Ep 1                                                                                     |
| 2008      | Coming Up                                     | Bowls Lady                                                               |                              | évad 6, epizód 4 "Lickle Bill Um"                                                                |
| 2008      | Summerhill                                    | Myrtle                                                                   |                              | TV-mini-sorozat                                                                                  |
| 2009      | All the Small Things                          | Ethel Tonks                                                              |                              | évad 1                                                                                           |
| 2009      | Personal Affairs                              | Mairhi Crawford                                                          |                              | TV-mini-sorozat: epizód 2                                                                        |
| 2009      | Whatever It Takes                             | Connie                                                                   |                              | TV-film                                                                                          |
| 2010/2011 | Little Crackers                               | Mrs. Ramsbottom / Mrs. Chitterling                                       |                              | évad 1, epizód 5; évad 2, epizód 8                                                               |
| 2011      | Land Girls                                    | Miss Timpson                                                             |                              | évad 3, epizód 2 "The War in the Fields"                                                         |
| 2011      | The Faces of...                               | önmaga                                                                   |                              | évad 1, epizód 3 "Michael Caine"                                                                 |
| 2011-2015 | The Sparticle Mystery                         | Holodora / Doomsday Dora                                                 | Az elveszett dimenzió        | évad 1, epizód 3–5, 13; évad 2, epizód 10; évad 3, epizód 4, 7-13                                |
| 2012      | Skins                                         | Mavis                                                                    |                              | évad 6, epizód 10 "Finale"                                                                       |
| 2012-2014 | Wizards vs Aliens                             | Ursula Crowe                                                             |                              | évad 1-3                                                                                         |
| 2013      | 3some                                         | Margaret                                                                 |                              | évad 1, epizód 3, 4                                                                              |
| 2013      | Playhouse Presents                            | Woman in Office                                                          |                              | évad 2, epizód 2 "Snodgrass"                                                                     |
| 2013      | Aunties                                       | Mavis                                                                    |                              | TV-film                                                                                          |
| 2013      | You, Me & Them                                | Karen                                                                    |                              | évad 1, epizód 4 "The Funeral"                                                                   |
| 2013      | Man Down                                      | Mrs Wigmore                                                              |                              | évad 1, epizód 2, 5; évad 2, epizód 3                                                            |
| 2014      | Father Brown                                  | Judith Bunyon                                                            | Brown atya                   | évad 2, epizód 6 "Jeruzsálem leányai"                                                            |
| 2014-2017 | EastEnders                                    | Babe Smith                                                               |                              | Regular role                                                                                     |
| 2014-2015 | Outlander                                     | Mrs. Fitzgibbons                                                         | Outlander – Az idegen        | évad 1                                                                                           |
| 2018      | Pointless Celebrity                           | önmaga                                                                   |                              | évad 11 "Theatre Actors"                                                                         |
| 2018      | Not Going Out                                 | Linda                                                                    |                              | évad 9, epizód 4 "Pets"                                                                          |
| 2018      | Plebs                                         | Athena                                                                   |                              | évad 4, epizód 2 "The Critic"                                                                    |
| 2018      | The Dumping Ground                            | Mavis                                                                    |                              | évad 6, epizód 15 "Bird's Song"                                                                  |
| 2018      | Hold the Sunset                               | Celia                                                                    |                              | évad 1, epizód 7 "If I Were a Wise Man"                                                          |
| 2018      | Agatha Raisin                                 | Betty Jackson                                                            |                              | évad 2, epizód 2 "The Fairies of Fryfam"                                                         |
| 2019      | Shakespeare & Hathaway: Private Investigators | Ms Rose King                                                             |                              | évad 2, epizód 7 "Nothing Will Come of Nothing"                                                  |
| 2019      | Midsomer Murders                              | Fleur Perkins                                                            | Kisvárosi gyilkosságok       | XX. évad                                                                                         |
| 2020      | Doctors                                       | Mrs Zielinski                                                            |                              | epizód: "A Day in the Life..."                                                                   |
| 2020      | Criminal: UK                                  | Donna Swift                                                              | Criminal: Egyesült Királyság | epizód 2: "Stacey"                                                                               |
| 2020      | Cormoran Strike Lethal White                  | Minicab driver                                                           | C.B. Strike                  | epizód 4                                                                                         |
| 2020      | Ted Lasso                                     | Mae the Landlady                                                         |                              | 5 epizód                                                                                         |
| 2020      | The Crown                                     | Dr. Margaret Meagarty                                                    | A Korona                     | vendégszerep                                                                                     |

## Fordítás
- Ez a szócikk részben vagy egészben a Annette Badland című angol Wikipédia-szócikk fordításán alapul.  Az eredeti cikk szerkesztőit annak laptörténete sorolja fel. Ez a jelzés csupán a megfogalmazás eredetét és a szerzői jogokat jelzi, nem szolgál a cikkben szereplő információk forrásmegjelöléseként.